# Nelson Cabrera
Nelson Cabrera (n.22 aprilie 1983, Asunción) este un fotbalist paraguayan care evoluează la echipa chiliană Colo Colo. În sezonul 2009-2010 a evoluat sub formă de împrumut la echipa CFR Cluj.

## Titluri
| Sezon   | Club          | Titlu              |
| ------- | ------------- | ------------------ |
| 2009-10 | CFR 1907 Cluj | Liga I             |
| 2009    | CFR 1907 Cluj | Supercupa României |